# Cygnus Solutions
（最初名为）是一家由John Gilmore、Michael Tiemann和David Henkel-Wallace于1989年创办的信息技术公司，旨在为自由软件提供商业支持。它的口号是：“让自由软件使用无忧”（Making free software affordable）。是（意为：“天鵝座”，你的“角馬”支持）的递归式首字母缩写词。
多年间，的员工是GNU几个主要软件产品的维护者，这些软件包括GNU 除錯器、GNU Binutils（包括GNU Assembler和GNU Linker）。该公司也是GCC项目的主要贡献者。还开发了BFD软件库，并在许多接受保密协议研制新型芯片的软件开发移植工具情况下，利用它将移植到许多计算架构上。
还是Cygwin最早的开发者，由一个POSIX层和一组移植到微软视窗系列操作系统的GNU工具集组成。
1999年11月15日，宣布将与紅帽公司合并，2000年初起不再作为单独的公司存在。到2003年为止，许多的员工仍继续在紅帽工作，包括，他之前担任紅帽公司，现任负责开源事务的副总裁。